# الدوري الألماني الشرقي 1955
الدوري الألماني الشرقي 1955 هو الموسم 9 من الدوري الألماني الشرقي. أقيم خلال الفترة 28 أغسطس 1955 وحتى 4 ديسمبر 1955، وأشرف على تنظيمه الاتحاد الأوروبي لكرة القدم، وكان عدد الأندية المشاركة فيه 14، وفاز فيه إرتسغيبيرغه آوه.